# University of Denver
University of Denver – amerykańska uczelnia prywatna z siedzibą w mieście Denver (stan Kolorado). Została założona w 1864 roku jako Colorado Seminary.